# Săliștea-Deal
Săliștea-Deal (1964-ig Cioara-Deal) falu Romániában, Erdélyben, Fehér megyében. Közigazgatásilag Alsócsóra községhez tartozik.

## Fekvése
Alsócsóra központjától két és fél kilométerre délkeletre található.

## Története
Patakjából már a középkor végén is mostak aranyat. A település beás lakossága eredetileg szintén aranyat mosott. Ma már fűzfakosarak és seprűk készítéséből próbálnak megélni, néhányan pedig földet is művelnek.

## Lakossága
Bár a 2002-es népszámláláson 309 lakosa közül 305 főt románként írtak össze, valójában homogén, román anyanyelvű beás közösség (a helyi beások nem tartják magukat cigány eredetűnek). Vallási megoszlása szerint 180 ortodox és 92 pünkösdi lakta.